# ناثان إيست
ناثان إيست (بالإنجليزية: Nathan East)‏ هو عازف باس أمريكي، ولد في 8 ديسمبر 1955 في فيلادلفيا في الولايات المتحدة.

## وصلات خارجية
- ناثان إيست على موقع IMDb (الإنجليزية)
- ناثان إيست على موقع ميوزك برينز (الإنجليزية)
- ناثان إيست على موقع أول ميوزيك (الإنجليزية)
- ناثان إيست على موقع ديسكوغز (الإنجليزية)
- ناثان إيست على موقع قاعدة بيانات الفيلم (الإنجليزية)